# 五曹算经
五曹算经，五卷，相傳為北周甄鸾编撰的算术书，是算经十书之一。
全书五卷：
- 田曹：生人之本上用天道下分地利，故田曹为首。此卷内容为田亩的计算。

今有田广从各五十六步，问为田几何？ 答曰：一十三亩奇十六步。
- 兵曹：关于征兵、军粮、布阵等方面的简单四则运算题

今有丁八千九百五十八人，凡三丁出一兵、问出兵几何？ 答曰四丁出一兵。
- 集曹：关于粮食换算的算术题

今有豆八百四十九斛，凡豆九斗易麻七斗，问得麻几何？
- 仓曹：关于仓库的计算问题。

“今有二千七百户，户责租米一十五斛，问计几何？”
答曰四万五百斛。
- 金曹：关于货币转换的计算问题。

“今有五百六十五户，户责丝一斤十一两八铢，问计几何？”
答曰：八石五斤三两八铢。